# سارة مورتنسن
سارة مورتنسن هي ممثلة فرنسية نرويجية .
ولدت يوم 10 ديسمبر 1979 في مدينة باريس وهي معروفة بأنها لعبت دور كورالي بلين من عام 2012 إلى عام 2019 في المسلسل التلفزيوني حياة أكثر جمالا ، ومنذ عام 2019، دور أستريد نيلسن، خبيرة التوثيق المصابة بالتوحد في علم الجريمة ، في المسلسل البوليسي اسنرايد و رافيال .
وقد شاركت ايضا في مجموعة الأفلام التليفزيونية البوليسية (لي ماستر دي...) في الدور المتكرر للكابتن إيما تيلييه في عامي 2019 و2021، وهي تلعب دور البطولة مع جيل ألما في المسلسل الدرامي (لابيام) في عام 2023.